# 雷神-三角洲運載火箭
雷神-三角洲運載火箭（Thor-Delta）是美國早期的火箭發射系統，在1960年代初期用於12次軌道發射。它是雷神-艾布爾型運載火箭的衍生產品，是雷神系列運載火箭系列的成員，也是三角洲系列運載火箭系列的首個成員。
第一級是DM-19配置（DM-18A/ MB-3-I發動機）的雷神火箭。第二級是三角洲火箭（AJ-10-142 引擎），源自於早期的艾布爾火箭。第三級採用的是Altair固體火箭發動機（X-248A-7）。
原始先鋒運載火箭上層的基本設計保持不變，採用壓力供給硝酸/UDMH、再生冷卻發動機，但配備了改進的 AJ10-118 發動機。更重要的是，三角洲火箭採用冷氣姿態控制噴射裝置，使其能夠穩定在軌道上，以便重新啟動並更精確地燃燒。
雷神-三角洲運載火箭是第一枚採用雷神和三角洲組合的火箭。這種配置被許多後來的火箭重複使用，其衍生產品三角洲II運載火箭一直服役到2018年。